# 不和
| ウィキペディアには「不和」という見出しの百科事典記事はありません（タイトルに「不和」を含むページの一覧/「不和」で始まるページの一覧）。 代わりにウィクショナリーのページ「不和」が役に立つかもしれません。 |